# Tuzla Saltminers 2019
Questa voce raccoglie le informazioni riguardanti i Tuzla Saltminers nelle competizioni ufficiali della stagione 2019.

## Bosnian-Herzegovinian Football League 2019

### Stagione regolare
| 21 aprile 2019 | Sarajevo Spartans | 40 – 18 | Tuzla Saltminers |  |

| 26 maggio 2019 | Tuzla Saltminers | 8 – 58 | Sarajevo Spartans |  |

| 2 giugno 2019 | Tuzla Saltminers | 50 – 20 | Banja Luka Rebels |  |

| Banja Luka 9 giugno 2019, ore 14:00 | Banja Luka Rebels | 22 – 14 | Tuzla Saltminers | Stadion FK Krajina |

### Playoff
| 23 giugno 2019 | Sarajevo Spartans | 48 – 30 | Tuzla Saltminers |  |

## Statistiche di squadra
| Competizione | %Vittorie | In casa | In casa | In casa | In casa | In casa | In casa | In trasferta | In trasferta | In trasferta | In trasferta | In trasferta | In trasferta | Totale | Totale | Totale | Totale | Totale | Totale |
| Competizione | %Vittorie | G       | V       | N       | P       | Pf      | Ps      | G            | V            | N            | P            | Pf           | Ps           | G      | V      | N      | P      | Pf     | Ps     |
| ------------ | --------- | ------- | ------- | ------- | ------- | ------- | ------- | ------------ | ------------ | ------------ | ------------ | ------------ | ------------ | ------ | ------ | ------ | ------ | ------ | ------ |
| Campionato   | .250      | 2       | 1       | 0       | 1       | 58      | 78      | 2            | 0            | 0            | 2            | 32           | 62           | 4      | 1      | 0      | 3      | 90     | 140    |
| Playoff      | .000      | 0       | 0       | 0       | 0       | 0       | 0       | 1            | 0            | 0            | 1            | 30           | 48           | 1      | 0      | 0      | 1      | 30     | 48     |
| Totale       | .200      | 2       | 1       | 0       | 1       | 58      | 78      | 3            | 0            | 0            | 3            | 62           | 110          | 5      | 1      | 0      | 4      | 120    | 188    |